# Десант (фильм)
Десант — казахстанский художественный фильм 2000 года. Режиссёр — Лейла Аранышева.
Жанр — военно-патриотический фильм с элементами приключенческого боевика.

## Сюжет
Несколько молодых людей попадают в армию в ВДВ. Новобранцы проходят обучение под руководством сержанта Алексея Бурова. Познав армейскую жизнь, они должны помочь пограничным войскам обезвредить контрабандистов-наркоторговцев.

## В ролях
| Актёр                  | Роль                  |
| ---------------------- | --------------------- |
| Алексей Серебряков     | Сержант Алексей Буров |
| Александр Трубицын     | Тимур Дусматов        |
| Арман Асенов           | Лейтенант Ахметов     |
| Нурлан Утешев          | Рядовой Аман Кузболов |
| Саят Исембаев          | Саят                  |
| Раджаб Адашев          |                       |
| Даурен Каупынгаев      | друг отца Тимура      |
| Балтабай Сейтмамутов   | отец Амана            |
| Ботагоз Султанбердиева | мать Амана            |
| Дияз Бекжанов          |                       |
| Санжар Бекжанов        |                       |
| Диля Исакова           |                       |
| Токеш Аралбаев         |                       |
| Габиден Турыкбаев      |                       |
| Дина Есенсыкова        |                       |

## Съёмочная группа
- Авторы сценария: Александр Баранов и Рафат Самигуллин
- Режиссёр: Лейла Аранышева
- Оператор: Валерий Мюльгаут
- Художник: Юрий Пашигорев
- Музыка: Руслан Кара
- Продюсеры: Саин Габдуллин, Олжабай Мусабеков, Светлана Проскурина